# شهرستان حیس
ناحیهٔ حیس (به عربی: مدیریة حیس) یک ناحیه در یمن است که در استان حدیده واقع شده‌است.
ناحیهٔ حیس ۴۵٬۴۳۶ نفر جمعیت دارد.